# MOL Liga 2013/14
Die Spielzeit 2013/14 war die sechste reguläre Austragung der internationalen MOL Liga, der höchsten gemeinsamen Eishockeyspielklasse Rumäniens und Ungarns. Meister wurde der HC Nové Zámky aus Nové Zámky, der ihm Playoff-Finale den ASC Corona 2010 Brașov nach sechs Spielen mit 4:2 besiegte.

## Teilnehmer
Das Teilnehmerfeld blieb gegenüber dem Vorjahr unverändert.
- ASC Corona 2010 Brașov aus Brașov
- HSC Csíkszereda aus Miercurea Ciuc, ung. Csíkszereda
- Dab.Docler aus Dunaújváros
- Ferencváros ESMTK aus Budapest
- Miskolci Jegesmedvék JSE aus Miskolc
- Újpesti TE aus Budapest
- HC Nové Zámky aus Nové Zámky

## Hauptrunde
Gespielt wurden zwei Doppelrunden (mit jeweils zwei Heim- und Auswärtsspielen gegen jede Mannschaft), was insgesamt 48 Spiele für jede Mannschaft ergab.

### Tabelle
| Pl. |                          | Sp | S  | OTS | OTN | N  | Tore     | Punkte |
| 1.  | Dab. Docler              | 48 | 28 | 5   | 3   | 12 | 200: 123 | 97     |
| 2.  | HC Nové Zámky            | 48 | 25 | 5   | 5   | 13 | 189: 152 | 90     |
| 3.  | ASC Corona 2010 Brașov   | 48 | 25 | 1   | 6   | 16 | 161: 138 | 83     |
| 4.  | Miskolci Jegesmedvék JSE | 48 | 21 | 7   | 4   | 16 | 166: 131 | 81     |
| 5.  | HSC Csíkszereda          | 48 | 20 | 7   | 2   | 19 | 140: 144 | 76     |
| 6.  | Ferencváros ESMTK        | 48 | 19 | 3   | 8   | 18 | 189: 201 | 71     |
| 7.  | Újpesti TE               | 48 | 1  | 1   | 1   | 45 | 085: 241 | 6      |

Abkürzungen:  Pl. = Platz, Sp = Spiele, S = Siege, OTS = Siege nach Verlängerung (Overtime), OTN = Niederlagen nach Verlängerung, N = Niederlagen
Erläuterungen:  Play-off-Teilnehmer

### Beste Scorer
Abkürzungen:  Sp = Spiele, T = Tore, V = Assists, Pkt = Punkte, +/− = Plus/Minus; Fett:  Ligabestwert
| Spieler        | Team                 | Sp | T  | V  | Pkt | +/− |
| -------------- | -------------------- | -- | -- | -- | --- | --- |
| Balázs Ladányi | Dab.Docler           | 47 | 19 | 43 | 62  | +19 |
| Erik Weissmann | HC Nové Zámky        | 43 | 21 | 36 | 57  | +29 |
| Tyler Metcalfe | Miskolci Jegesmedvék | 42 | 27 | 28 | 55  | +18 |
| Mikael Potila  | Ferencváros ESMTK    | 46 | 18 | 35 | 53  | +6  |
| Dusán Sijka    | Ferencváros ESMTK    | 47 | 17 | 35 | 52  | +4  |
| Juraj Faith    | Miskolci Jegesmedvék | 47 | 17 | 35 | 52  | +17 |
| Martin Saluga  | ASC Corona Brasov    | 46 | 23 | 27 | 50  | +7  |
| Vaclav Novak   | HSC Csíkszereda      | 47 | 22 | 28 | 50  | +24 |
| Antti Ojanen   | Ferencváros ESMTK    | 45 | 26 | 23 | 49  | +1  |
| Jordan Knox    | Miskolci Jegesmedvék | 39 | 25 | 24 | 49  | +17 |

### Beste Torhüter
Abkürzungen: Sp = Spiele, Min = Eiszeit (in Minuten), GT = Gegentore, Sv% = gehaltene Schüsse (in %), GTS = Gegentorschnitt, SO = Shutouts; Fett: Turnierbestwert
| Spieler          | Team                 | Sp | Min     | SaT  | SVS  | GT  | Sv%   | GTS  |
| ---------------- | -------------------- | -- | ------- | ---- | ---- | --- | ----- | ---- |
| Peter Ševela     | Dab.Docler           | 22 | 1306:37 | 785  | 727  | 58  | 92,61 | 2,66 |
| Dávid Gyenes     | Miskolci Jegesmedvék | 30 | 1732:12 | 908  | 838  | 70  | 92,29 | 2,42 |
| Jan Chovan       | HC Nové Zámky        | 37 | 2148:44 | 1322 | 1218 | 104 | 92,13 | 2,90 |
| Patrik Polc      | ASC Corona Brasov    | 42 | 2472:46 | 1483 | 1366 | 117 | 92,11 | 2,83 |
| Stanislav Kožuch | HSC Csíkszereda      | 24 | 1321:50 | 666  | 610  | 56  | 91,59 | 2,54 |
| József Pleszkán  | Újpesti TE           | 35 | 1971:51 | 1381 | 1230 | 151 | 89,06 | 4,59 |
| Krisztián Budai  | Ferencváros ESMTK    | 26 | 1528:35 | 902  | 797  | 105 | 88,35 | 3,12 |

## Play-offs

### Halbfinale
| Serie                                | Endstand | Spiel 1             | Spiel 2             | Spiel 3                        | Spiel 4             | Spiel 5 |
| Dab.Docler – ASC Corona Brasov       | 1:3      | 1:2 (0:0, 1:1, 0:1) | 3:2 (0:0, 3:1, 0:1) | 4:5 n. V. (2:0, 1:1, 1:3, 0:1) | 1:2 (1:1, 0:1, 0:0) | –       |
| HC Nové Zámky – Miskolci Jegesmedvék | 3:1      | 4:2 (2:1, 1:0, 1:1) | 1:2 (1:0, 0:0, 0:2) | 3:2 n. V. (1:1, 0:0, 1:1, 1:0) | 7:1 (1:0, 3:0, 3:1) | –       |

### Finale
| Serie                             | Endstand | Spiel 1             | Spiel 2                        | Spiel 3             | Spiel 4             | Spiel 5             | Spiel 6             | Spiel 7 |
| HC Nové Zámky – ASC Corona Brașov | 4:2      | 4:2 (1:1, 0:1, 3:0) | 3:2 n. V. (1:0, 1:2, 0:0, 1:0) | 3:6 (0:1, 1:3, 2:2) | 6:5 (3:1, 1:2, 2:2) | 2:3 (2:1, 0:1, 0:1) | 4:1 (1:0, 2:1, 1:0) | –       |

### Beste Scorer
Abkürzungen:  Sp = Spiele, T = Tore, V = Assists, Pkt = Punkte, +/− = Plus/Minus; Fett:  Ligabestwert
| Spieler         | Team              | Sp | T | V | Pkt | +/− |
| --------------- | ----------------- | -- | - | - | --- | --- |
| Levente Zsók    | ASC Corona Brașov | 10 | 6 | 5 | 11  | +2  |
| Peter Polčík    | HC Nové Zámky     | 10 | 7 | 3 | 10  | +5  |
| Martin Saluga   | ASC Corona Brașov | 10 | 4 | 6 | 10  | +4  |
| Albín Podstavek | HC Nové Zámky     | 10 | 4 | 6 | 10  | +7  |
| Zsolt Molnár    | ASC Corona Brașov | 10 | 4 | 6 | 10  | +1  |
| Pavel Kowalczyk | HC Nové Zámky     | 10 | 3 | 7 | 10  | +6  |
| Martin Uhnák    | HC Nové Zámky     | 10 | 1 | 9 | 10  | 0   |
| Erik Weissmann  | HC Nové Zámky     | 8  | 4 | 4 | 8   | +3  |
| Róbert Péter    | ASC Corona Brașov | 10 | 4 | 3 | 7   | +1  |
| Ivan Dornič     | ASC Corona Brașov | 10 | 4 | 3 | 7   | +1  |

### Beste Torhüter
Abkürzungen:  Sp = Spiele, Min = Eiszeit (in Minuten), GT = Gegentore, Sv% = gehaltene Schüsse (in %), GTS = Gegentorschnitt, SO = Shutouts; Fett:  Turnierbestwert
| Spieler      | Team                 | Sp | Min    | SaT | SVS | GT | Sv%   | GTS  |
| ------------ | -------------------- | -- | ------ | --- | --- | -- | ----- | ---- |
| Patrik Polc  | ASC Corona Brașov    | 10 | 607:01 | 400 | 371 | 29 | 92,75 | 2,86 |
| Jan Chovan   | HC Nové Zámky        | 10 | 586:54 | 299 | 274 | 25 | 91,63 | 2,55 |
| Peter Ševela | Dab.Docler           | 4  | 247:23 | 127 | 116 | 11 | 91,33 | 2,66 |
| Dávid Gyenes | Miskolci Jegesmedvék | 3  | 147:24 | 78  | 71  | 7  | 91,02 | 2,84 |

## Kader des MOL-Liga-Siegers
| MOL-Liga-Sieger HC Nové Zámky | Torhüter: Ján Chovan, Pavel Krajčovič Verteidiger: Martin Baron, Jakub Hrudík, Vladimír Kameš, Pavel Kowalczyk, Martin Král, Dominik Kubica, Pavol Pavešic, Michal Šiška, Martin Zajac Angreifer: Erik Čaládi, Marek Dubec, Martin Frolík, Ľubomír Hurtaj, Patrik Korytko, Albín Podstavek, Peter Polčík, Lukáš Ružička, Miroslav Štefanka, Ondrej Štefanka, Andrej Sucharda, Martin Uhnák, Marek Uram, Erik Weissmann Trainerstab: Róbert Spišák, Miroslav Štefanka |

## Auszeichnungen
Trophäen
| Auszeichnung           | Spieler        | Team              |
| ---------------------- | -------------- | ----------------- |
| Torhüter des Jahres    | Ján Chovan     | HC Nové Zámky     |
| Verteidiger des Jahres | Kevin Wehrs    | ASC Corona Brașov |
| Stürmer des Jahres     | Balázs Ladányi | Dab.Docler        |
| Play-off-MVP           | Levente Zsók   | ASC Corona Brașov |
| Topscorer (Hauptrunde) | Balázs Ladányi | Dab.Docler        |
| Topscorer (Play-offs)  | Levente Zsók   | ASC Corona Brașov |
| Trainer des Jahres     | Kari Rauhanen  | ASC Corona Brașov |

| Angriff:      | Balázs Ladányi (Dab.Docler) – Tyler Metcalfe (Miskolc) – Erik Weissmann (Nové Zámky) |
| Verteidigung: | Kevin Wehrs (Brașov) – Andrej Sucharda (Nové Zámky)                                  |
| Tor:          | Patrik Polc (Brașov)                                                                 |